# 早明戦
早明戦（そうめいせん）または明早戦   (めいそうせん)とは、早稲田大学と明治大学の間で行われる、主にスポーツ分野での対校戦である。

## 概要
主として、毎年12月の第1日曜日に両校の間で行われる関東大学ラグビー対抗戦グループ最終戦が挙げられる。また、六大学野球における両大学の試合や、文化分野での交流にも使われる。

## ラグビー

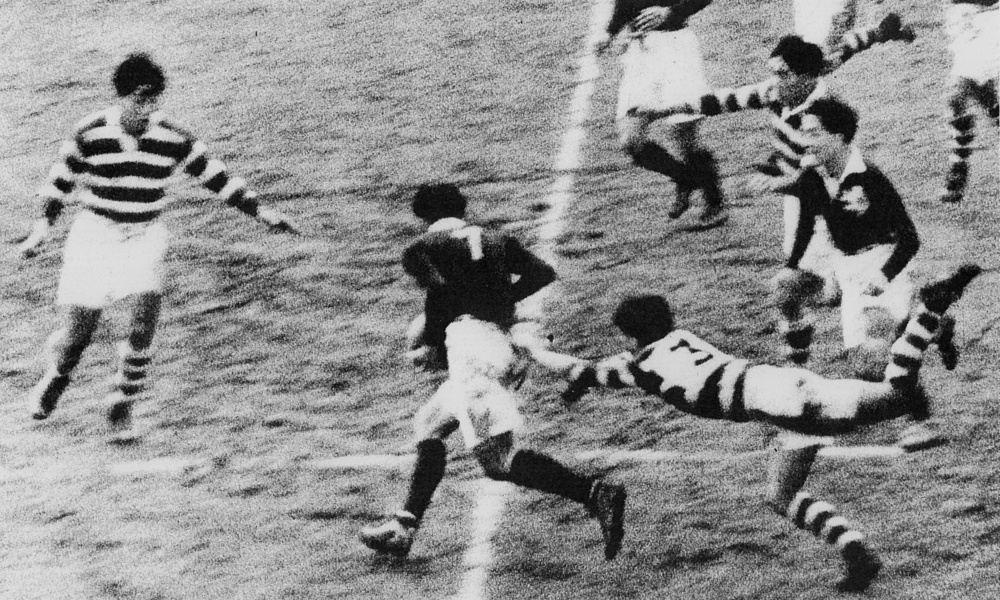
ラグビー早明戦（1934年12月2日）

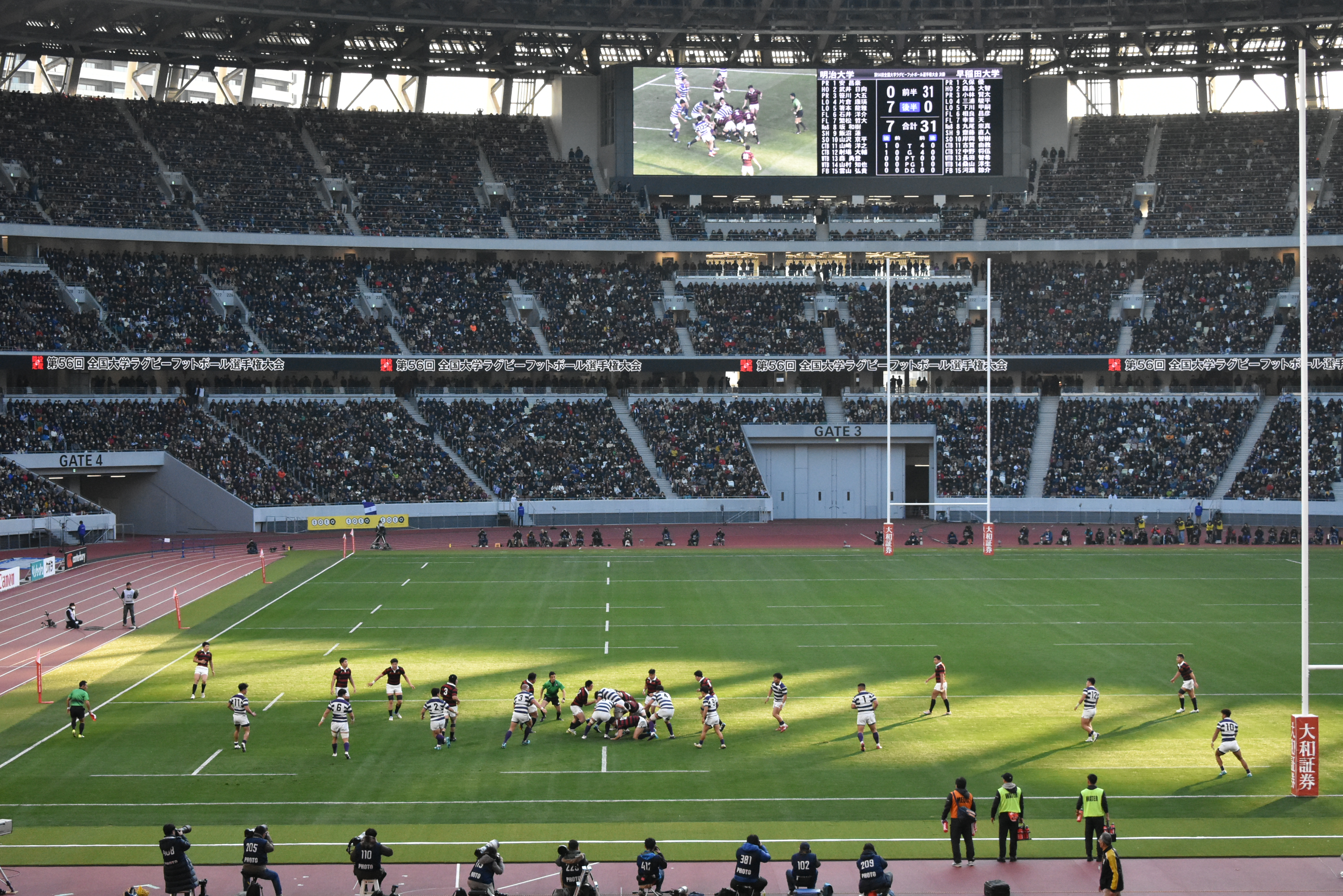
ラグビー早明戦（2020大学選手権決勝、国立競技場）

ラグビー早明戦は、早稲田大学ラグビー蹴球部と明治大学ラグビー部による、ラグビーの定期対抗戦である。1923年12月24日、早稲田大学戸塚球場で初戦が行われ、以後、戦争による中断を挟み、100年の歴史を持つ。
関東大学ラグビー対抗戦グループの大会を締めくくる最終カードとして、毎年12月第1週の日曜日に開催され、NHKテレビにより全国ネット生中継される、同リーグ戦の看板カードである。また、国内のアマチュアスポーツで唯一、国立競技場をホームとして定期開催される、日本スポーツ界伝統の一戦である。
ラグビー黄金期には正月ハワイ旅行、クリスマス・ホテル宿泊、大相撲枡席、F1グランプリ鈴鹿などと共に、最も入手困難なプラチナチケットとして早明戦が取り上げられ、雪の早明戦などの名勝負や、両校OBの政界首脳など多数の著名人による観戦、松任谷由実出演による記念セレモニーなど、多くのエピソードが残されている。（リーグ戦（対抗戦）戦績詳細欄参照）
長く大学ラグビー界の頂点を競った試合らしく、日本のラグビー界を担った数え切れないほどの名選手たちが早明戦の舞台で活躍した。同時代・ほぼ同学年にライバルが存在してしのぎを削るのも早明戦らしく、その時々の球趣を深くした。早明の力関係が逆転した1962年の早明戦は早稲田木本建治・明治北島治彦（北島忠治監督の子）とも主将・SOで激戦を演じたほか、1970年代には明治笹田学・松尾雄治に対し早稲田藤原優・石塚武生、1980年代前半には早稲田本城和彦・吉野俊郎と明治藤田剛・河瀬泰治、80年代後半から90年代初頭にかけては早稲田に清宮克幸・堀越正巳・今泉清・郷田正・増保輝則、明治には大西一平・太田治・永友洋司・吉田義人・元木由記雄らが在籍した。
- 開催日…毎年12月の第一日曜日に行われている（1927年（昭和2年）の第5回以降固定）。
- 会場…戦前は主に明治神宮外苑競技場、戦後は秩父宮ラグビー場を経て、1973年から2013年は国立霞ヶ丘競技場陸上競技場で開催した。国立競技場に会場が変わったのは、1973年に秩父宮ラグビー場が改修工事に入ったためであるが、その後観客数が増えて秩父宮では収容しきれなくなったため固定された。2014年から2021年までは国立競技場が建て替え中のため再び秩父宮ラグビー場を使用したが、東京ドームを使用する案も予定されていた（ネットの問題から同所での開催を断念）[2]。2022年からは、新しい国立競技場で開催している。
- テレビ中継…1953年（昭和28年）、同年開局のNHKテレビ（JOAK東京放送局）が中継を行い、以降毎年行われている[3]。

かつては、試合日の夜に早稲田、明治の学生が新宿歌舞伎町の新宿コマ劇場 (現: 新宿東宝ビル) 前の広場に集まるのが恒例となっていた。

### 戦績

#### リーグ戦（対抗戦）
■ 早稲田大学ラグビー蹴球部：56勝2分42敗

■ 明治大学ラグビー部：42勝2分56敗
| 戦績詳細 | 年月日         | 会場                       | 早稲田 | 早稲田 |   | 明治 | 明治 | 観客数 | 備考 |
| -------- | -------------- | -------------------------- | ------ | ------ | - | ---- | ---- | ------ | --- |
| 第1回    | 1923年12月24日 | 戸塚グラウンド             | 42     | ○      | ─ | ●    | 3    |        | |
| 第2回    | 1924年10月26日 | 戸塚グラウンド             | 33     | ○      | ─ | ●    | 0    |        | |
| 第3回    | 1925年11月3日  | 戸塚グラウンド             | 11     | ○      | ─ | ●    | 3    |        | |
| 第4回    | 1926年11月11日 | 成増兎月園                 | 12     | ○      | ─ | ●    | 0    |        | |
| 5回      | 1927年12月4日  | 明治神宮外苑競技場         | 9      | ○      | ─ | ●    | 6    |        | |
| 第6回    | 1928年12月8日  | 明治神宮外苑競技場         | 3      | ●      | ─ | ○    | 11   |        | |
| 第7回    | 1929年12月8日  | 明治神宮外苑競技場         | 0      | ●      | ─ | ○    | 5    |        | |
| 第8回    | 1930年12月7日  | 明治神宮外苑競技場         | 9      | ●      | ─ | ○    | 14   |        | |
| 第9回    | 1931年12月6日  | 明治神宮外苑競技場         | 8      | ●      | ─ | ○    | 33   | 11,511 | [ 6 ] |
| 第10回   | 1932年12月4日  | 明治神宮外苑競技場         | 24     | ○      | ─ | ●    | 12   |        | |
| 第11回   | 1933年12月3日  | 明治神宮外苑競技場         | 8      | ○      | ─ | ●    | 6    |        | |
| 第12回   | 1934年12月2日  | 明治神宮外苑競技場         | 19     | ●      | ─ | ○    | 24   |        | |
| 第13回   | 1935年12月1日  | 明治神宮外苑競技場         | 13     | ●      | ─ | ○    | 18   |        | |
| 第14回   | 1936年12月6日  | 明治神宮外苑競技場         | 35     | ○      | ─ | ●    | 12   |        | |
| 第15回   | 1937年12月5日  | 明治神宮外苑競技場         | 14     | ○      | ─ | ●    | 11   |        | |
| 第16回   | 1938年12月4日  | 明治神宮外苑競技場         | 6      | ●      | ─ | ○    | 27   |        | |
| 第17回   | 1939年12月3日  | 明治神宮外苑競技場         | 9      | ●      | ─ | ○    | 39   |        | |
| 第18回   | 1940年12月8日  | 明治神宮外苑競技場         | 13     | ●      | ─ | ○    | 52   |        | |
| 第19回   | 1941年12月7日  | 明治神宮外苑競技場         | 26     | ○      | ─ | ●    | 6    |        | |
| 第20回   | 1942年5月24日  | 明治神宮外苑競技場         | 19     | ○      | ─ | ●    | 6    |        | |
| 第21回   | 1942年12月6日  | 明治神宮外苑競技場         | 10     | ●      | ─ | ○    | 15   |        | |
| 第22回   | 1946年12月8日  | 明治神宮外苑競技場         | 24     | ○      | ─ | ●    | 16   |        | |
| 第23回   | 1947年12月7日  | 東京ラグビー場             | 15     | ●      | ─ | ○    | 19   |        | [ 7 ] |
| 第24回   | 1948年12月5日  | 東京ラグビー場             | 16     | ○      | ─ | ●    | 5    |        | |
| 第25回   | 1949年12月4日  | 東京ラグビー場             | 20     | ●      | ─ | ○    | 21   |        | |
| 第26回   | 1950年12月3日  | 東京ラグビー場             | 28     | ○      | ─ | ●    | 6    |        | |
| 第27回   | 1951年12月2日  | 東京ラグビー場             | 6      | ●      | ─ | ○    | 21   |        | |
| 第28回   | 1952年12月7日  | 東京ラグビー場             | 16     | ○      | ─ | ●    | 9    |        | |
| 第29回   | 1953年12月6日  | 秩父宮ラグビー場           | 19     | ○      | ─ | ●    | 16   |        | |
| 第30回   | 1954年12月5日  | 秩父宮ラグビー場           | 8      | ●      | ─ | ○    | 14   |        | |
| 第31回   | 1955年12月4日  | 秩父宮ラグビー場           | 3      | ●      | ─ | ○    | 11   |        | |
| 第32回   | 1956年12月3日  | 秩父宮ラグビー場           | 20     | ○      | ─ | ●    | 14   |        | |
| 第33回   | 1957年12月8日  | 秩父宮ラグビー場           | 19     | ○      | ─ | ●    | 6    |        | |
| 第34回   | 1958年12月7日  | 秩父宮ラグビー場           | 13     | ○      | ─ | ●    | 6    |        | |
| 第35回   | 1959年12月6日  | 秩父宮ラグビー場           | 8      | ●      | ─ | ○    | 14   |        | |
| 第36回   | 1960年12月4日  | 秩父宮ラグビー場           | 6      | ●      | ─ | ○    | 14   |        | |
| 第37回   | 1961年12月3日  | 秩父宮ラグビー場           | 11     | ●      | ─ | ○    | 25   |        | |
| 第38回   | 1962年12月2日  | 秩父宮ラグビー場           | 17     | ○      | ─ | ●    | 8    |        | 早稲田は対抗戦Bグループに転落ていたが、Aグループ優勝の明治を破った。 |
| 第39回   | 1963年12月8日  | 秩父宮ラグビー場           | 15     | ○      | ─ | ●    | 13   |        | |
| 第40回   | 1964年12月6日  | 秩父宮ラグビー場           | 22     | ○      | ─ | ●    | 9    |        | |
| 第41回   | 1965年12月5日  | 秩父宮ラグビー場           | 27     | ○      | ─ | ●    | 3    |        | |
| 第42回   | 1966年12月4日  | 秩父宮ラグビー場           | 23     | ○      | ─ | ●    | 17   |        | |
| 第43回   | 1967年12月3日  | 秩父宮ラグビー場           | 40     | ○      | ─ | ●    | 5    |        | |
| 第44回   | 1968年12月8日  | 秩父宮ラグビー場           | 26     | ○      | ─ | ●    | 23   |        | |
| 第45回   | 1969年12月7日  | 秩父宮ラグビー場           | 43     | ○      | ─ | ●    | 8    |        | |
| 第46回   | 1970年12月6日  | 秩父宮ラグビー場           | 32     | ○      | ─ | ●    | 11   |        | |
| 第47回   | 1971年12月5日  | 秩父宮ラグビー場           | 6      | ○      | ─ | ●    | 4    |        | |
| 第48回   | 1972年12月3日  | 秩父宮ラグビー場           | 19     | ○      | ─ | ●    | 14   |        | |
| 第49回   | 1973年12月9日  | 国立霞ヶ丘競技場陸上競技場 | 13     | ○      | ─ | ●    | 9    |        | |
| 第50回   | 1974年12月7日  | 国立霞ヶ丘競技場陸上競技場 | 30     | ○      | ─ | ●    | 13   |        | |
| 第51回   | 1975年12月7日  | 国立霞ヶ丘競技場陸上競技場 | 10     | △      | ─ | △    | 10   |        | |
| 第52回   | 1976年12月5日  | 国立霞ヶ丘競技場陸上競技場 | 26     | ○      | ─ | ●    | 6    |        | |
| 第53回   | 1977年12月4日  | 国立霞ヶ丘競技場陸上競技場 | 6      | ●      | ─ | ○    | 17   |        | |
| 第54回   | 1978年12月3日  | 国立霞ヶ丘競技場陸上競技場 | 16     | ●      | ─ | ○    | 23   |        | |
| 第55回   | 1979年12月2日  | 国立霞ヶ丘競技場陸上競技場 | 6      | ●      | ─ | ○    | 16   |        | |
| 第56回   | 1980年12月7日  | 国立霞ヶ丘競技場陸上競技場 | 18     | ●      | ─ | ○    | 33   |        | |
| 第57回   | 1981年12月6日  | 国立霞ヶ丘競技場陸上競技場 | 21     | ○      | ─ | ●    | 15   |        | 早稲田が戦前の圧倒的不利評を覆し逆転勝ち、大西鐡之祐が「マスコミを信じるか、ワシを信じるか」の名ゼリフを残した。 |
| 第58回   | 1982年12月5日  | 国立霞ヶ丘競技場陸上競技場 | 23     | ○      | ─ | ●    | 6    | 66,999 | 空前のラグビーブームのなか、国立競技場としては1964年東京オリンピックの開会式と閉会式の発売枚数に次いで第3位に入場者数となった。当時の国立競技場の定員は62,064人だったが、前売り4万枚に加え、当日券約2万枚を求めて会場外に多くの人が集まったため、当日来場しない1～2割の人数を見込んで、追加発売したことによるものだった。これによる観客席の混乱はなかったという。また、当時は正確な入場者数が把握できず、国立競技場は「有料入場券発売枚数」を公式な人数として発表していた。 |
| 第59回   | 1983年12月4日  | 国立霞ヶ丘競技場陸上競技場 | 12     | ●      | ─ | ○    | 21   |        | |
| 第60回   | 1984年12月2日  | 国立霞ヶ丘競技場陸上競技場 | 10     | ○      | ─ | ●    | 6    |        | |
| 第61回   | 1985年12月1日  | 国立霞ヶ丘競技場陸上競技場 | 6      | ●      | ─ | ○    | 8    |        | |
| 第62回   | 1986年12月7日  | 国立霞ヶ丘競技場陸上競技場 | 12     | ●      | ─ | ○    | 13   |        | |
| 第63回   | 1987年12月6日  | 国立霞ヶ丘競技場陸上競技場 | 10     | ○      | ─ | ●    | 7    |        | 雪の早明戦 |
| 第64回   | 1988年12月4日  | 国立霞ヶ丘競技場陸上競技場 | 15     | ●      | ─ | ○    | 16   |        | |
| 第65回   | 1989年12月3日  | 国立霞ヶ丘競技場陸上競技場 | 28     | ○      | ─ | ●    | 15   |        | |
| 第66回   | 1990年12月2日  | 国立霞ヶ丘競技場陸上競技場 | 24     | △      | ─ | △    | 24   |        | |
| 第67回   | 1991年12月1日  | 国立霞ヶ丘競技場陸上競技場 | 12     | ●      | ─ | ○    | 16   |        | |
| 第68回   | 1992年12月6日  | 国立霞ヶ丘競技場陸上競技場 | 12     | ●      | ─ | ○    | 24   |        | |
| 第69回   | 1993年12月5日  | 国立霞ヶ丘競技場陸上競技場 | 14     | ●      | ─ | ○    | 21   |        | |
| 第70回   | 1994年12月4日  | 国立霞ヶ丘競技場陸上競技場 | 15     | ●      | ─ | ○    | 34   |        | |
| 第71回   | 1995年12月3日  | 国立霞ヶ丘競技場陸上競技場 | 20     | ○      | ─ | ●    | 15   |        | |
| 第72回   | 1996年12月1日  | 国立霞ヶ丘競技場陸上競技場 | 15     | ●      | ─ | ○    | 19   |        | |
| 第73回   | 1997年12月7日  | 国立霞ヶ丘競技場陸上競技場 | 21     | ●      | ─ | ○    | 27   |        | |
| 第74回   | 1998年12月6日  | 国立霞ヶ丘競技場陸上競技場 | 24     | ●      | ─ | ○    | 27   |        | |
| 第75回   | 1999年12月5日  | 国立霞ヶ丘競技場陸上競技場 | 10     | ●      | ─ | ○    | 27   |        | |
| 第76回   | 2000年12月3日  | 国立霞ヶ丘競技場陸上競技場 | 46     | ○      | ─ | ●    | 38   |        | |
| 第77回   | 2001年12月2日  | 国立霞ヶ丘競技場陸上競技場 | 36     | ○      | ─ | ●    | 34   |        | |
| 第78回   | 2002年12月1日  | 国立霞ヶ丘競技場陸上競技場 | 24     | ○      | ─ | ●    | 0    |        | |
| 第79回   | 2003年12月7日  | 国立霞ヶ丘競技場陸上競技場 | 29     | ○      | ─ | ●    | 17   |        | |
| 第80回   | 2004年12月5日  | 国立霞ヶ丘競技場陸上競技場 | 49     | ○      | ─ | ●    | 19   | 43,899 | |
| 第81回   | 2005年12月4日  | 国立霞ヶ丘競技場陸上競技場 | 40     | ○      | ─ | ●    | 3    | 37,945 | |
| 第82回   | 2006年12月3日  | 国立霞ヶ丘競技場陸上競技場 | 43     | ○      | ─ | ●    | 21   | 40,088 | |
| 第83回   | 2007年12月2日  | 国立霞ヶ丘競技場陸上競技場 | 71     | ○      | ─ | ●    | 7    | 42,679 | 得点差は最多タイ |
| 第84回   | 2008年12月7日  | 国立霞ヶ丘競技場陸上競技場 | 22     | ●      | ─ | ○    | 24   | 25,710 | |
| 第85回   | 2009年12月6日  | 国立霞ヶ丘競技場陸上競技場 | 16     | ○      | ─ | ●    | 14   | 30,942 | |
| 第86回   | 2010年12月5日  | 国立霞ヶ丘競技場陸上競技場 | 31     | ○      | ─ | ●    | 15   | 42,729 | |
| 第87回   | 2011年12月4日  | 国立霞ヶ丘競技場陸上競技場 | 18     | ○      | ─ | ●    | 16   | 29,341 | |
| 第88回   | 2012年12月2日  | 国立霞ヶ丘競技場陸上競技場 | 32     | ●      | ─ | ○    | 33   | 32,132 | |
| 第89回   | 2013年12月1日  | 国立霞ヶ丘競技場陸上競技場 | 15     | ○      | ─ | ●    | 3    | 46,961 | 国立競技場での早明戦は翌年からの改築工事をひかえて最終回となり、「さよなら国立セレモニー」が行われ、松任谷由実が『ノーサイド』を歌唱した。 |
| 第90回   | 2014年12月7日  | 秩父宮ラグビー場           | 37     | ○      | ─ | ●    | 24   | 21,602 | [ 19 ] |
| 第91回   | 2015年12月6日  | 秩父宮ラグビー場           | 24     | ●      | ─ | ○    | 32   | 22,342 | |
| 第92回   | 2016年12月4日  | 秩父宮ラグビー場           | 24     | ○      | ─ | ●    | 22   | 21,916 | |
| 第93回   | 2017年12月3日  | 秩父宮ラグビー場           | 19     | ●      | ─ | ○    | 29   | 22,154 | |
| 第94回   | 2018年12月2日  | 秩父宮ラグビー場           | 31     | ○      | ─ | ●    | 27   | 22,256 | |
| 第95回   | 2019年12月1日  | 秩父宮ラグビー場           | 7      | ●      | ─ | ○    | 36   | 22,987 | |
| 第96回   | 2020年12月6日  | 秩父宮ラグビー場           | 14     | ●      | ─ | ○    | 34   | 10,465 | |
| 第97回   | 2021年12月5日  | 秩父宮ラグビー場           | 17     | ○      | ─ | ●    | 7    | 10,620 | |
| 第98回   | 2022年12月4日  | 国立競技場                 | 21     | ●      | ─ | ○    | 35   | 35,438 | |
| 第99回   | 2023年12月3日  | 国立競技場                 | 38     | ●      | ─ | ○    | 58   | 31,915 | |
| 第100回  | 2024年12月1日  | 国立競技場                 | 27     | ○      | ─ | ●    | 24   | 40,544 | |

#### 大学選手権
■ 明治大学ラグビー部：9勝0分7敗

■ 早稲田大学ラグビー蹴球部：7勝0分9敗
| 大学選手権 戦績詳細      | 年月日         | 会場                       | 早稲田 | 早稲田 |   | 明治 | 明治 | 観客数 | 備考                                         |
| ------------------------ | -------------- | -------------------------- | ------ | ------ | - | ---- | ---- | ------ | -------------------------------------------- |
| 第7回大学選手権決勝      | 1971年1月3日   | 秩父宮ラグビー場           | 26     | ○      | ─ | ●    | 9    |        |                                              |
| 第9回大学選手権決勝      | 1973年1月6日   | 秩父宮ラグビー場           | 12     | ●      | ─ | ○    | 13   |        | 明治が終了間際に逆転トライで初優勝を遂げた。 |
| 第10回大学選手権決勝     | 1974年1月6日   | 国立霞ヶ丘競技場陸上競技場 | 29     | ○      | ─ | ●    | 6    |        |                                              |
| 第11回大学選手権決勝     | 1975年1月4日   | 国立霞ヶ丘競技場陸上競技場 | 18     | ○      | ─ | ●    | 0    |        |                                              |
| 第12回大学選手権決勝     | 1976年1月4日   | 国立霞ヶ丘競技場陸上競技場 | 7      | ●      | ─ | ○    | 18   |        |                                              |
| 第13回大学選手権決勝     | 1977年1月1日   | 国立霞ヶ丘競技場陸上競技場 | 34     | ○      | ─ | ●    | 6    |        |                                              |
| 第18回大学選手権決勝     | 1982年1月4日   | 国立霞ヶ丘競技場陸上競技場 | 12     | ●      | ─ | ○    | 21   |        |                                              |
| 第19回大学選手権準決勝   | 1983年1月3日   | 国立霞ヶ丘競技場陸上競技場 | 9      | ●      | ─ | ○    | 13   |        |                                              |
| 第27回大学選手権決勝     | 1991年1月6日   | 国立霞ヶ丘競技場陸上競技場 | 13     | ●      | ─ | ○    | 16   |        |                                              |
| 第32回大学選手権決勝     | 1996年1月15日  | 国立霞ヶ丘競技場陸上競技場 | 9      | ●      | ─ | ○    | 43   |        |                                              |
| 第33回大学選手権決勝     | 1997年1月15日  | 国立霞ヶ丘競技場陸上競技場 | 22     | ●      | ─ | ○    | 32   |        |                                              |
| 第47回大学選手権準決勝   | 2011年1月2日   | 国立霞ヶ丘競技場陸上競技場 | 74     | ○      | ─ | ●    | 10   | 28,466 | 得点差は最多タイ                             |
| 第55回大学選手権準決勝   | 2019年1月2日   | 秩父宮ラグビー場           | 27     | ●      | ─ | ○    | 31   | 21,426 |                                              |
| 第56回大学選手権決勝     | 2020年1月11日  | 国立競技場                 | 45     | ○      | ─ | ●    | 35   | 57,345 |                                              |
| 第58回大学選手権準々決勝 | 2021年12月26日 | 秩父宮ラグビー場           | 15     | ●      | ─ | ○    | 20   | 9,471  |                                              |
| 第59回大学選手権準々決勝 | 2022年12月25日 | 秩父宮ラグビー場           | 27     | ○      | ─ | ●    | 21   | 13,874 |                                              |

記録の出典
- 明早戦の記録 - 明治大学ラグビー部公式ホームページ
- 資料室 | 早稲田大学ラグビー蹴球部公式サイト
- スポーツニッポン 2013年12月2日版

## 野球

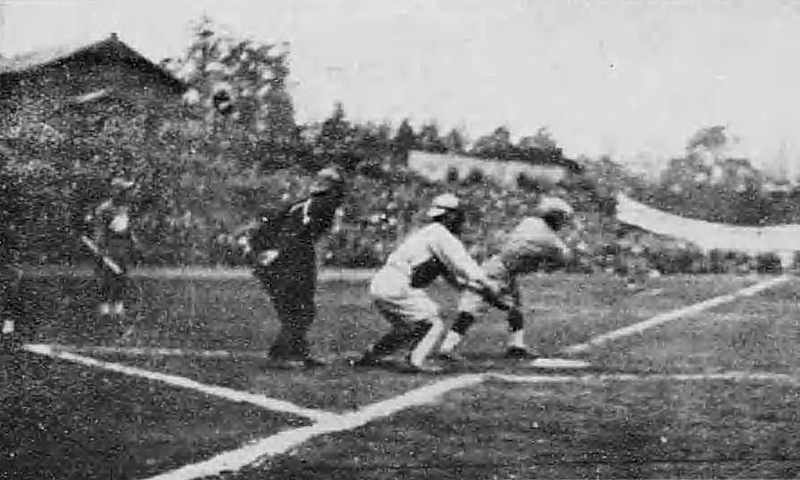
三大学リーグの早明決勝戦
（1915年5月9日、戸塚球場）

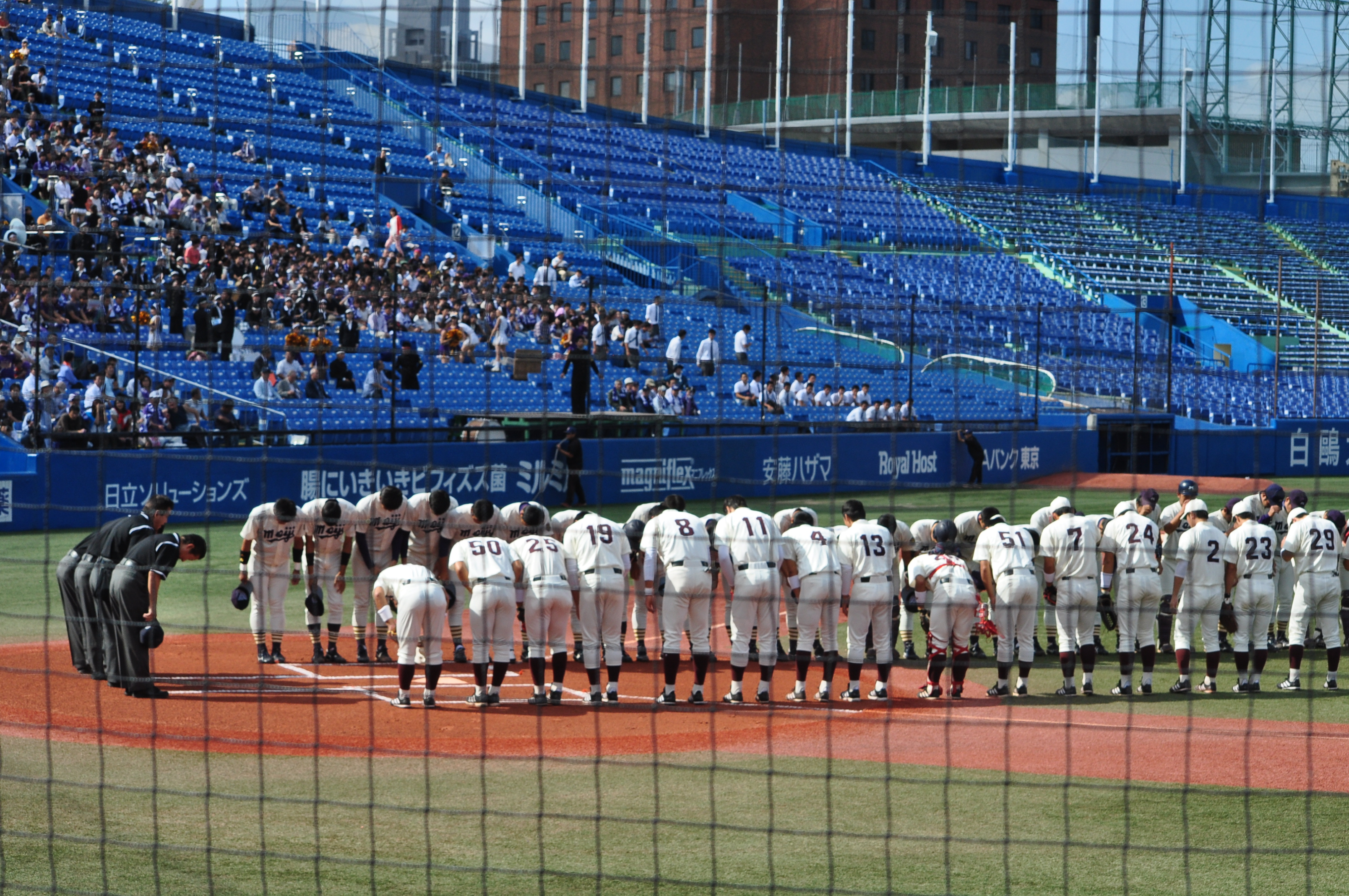
2013年秋の早明戦

大学野球の早明戦の初戦はラグビーよりも古く、1911年10月8日に戸塚球場で行われた。
当時は、早稲田大学と慶應義塾大学の間で行われていた早慶戦は、両校の応援が過熱して1906年から長期の中断を余儀なくされており、慶應にかわるライバルの台頭を望んでいた早稲田にとって、早慶戦断絶中の1910年に創部された明治の挑戦は歓迎すべきことであった。
第1回早明戦
|        | 1 | 2 | 3 | 4 | 5 | 6 | 7 | R |
| ------ | - | - | - | - | - | - | - | - |
| 早稲田 | 0 | 0 | 6 | 1 | 0 | 2 | 0 | 9 |
| 明治   | 2 | 1 | 0 | 0 | 2 | 0 | 0 | 5 |

1. （早）：荻野 - 島田、西原
2. （明）：山下 - 斉土
3. 審判
［球審］伊藤、増田

試合は9-5で早稲田の勝利。この日の早稲田のメンバーは控え選手中心だったとはいえ、明治も健闘したため、その後も早明戦はたびたび行われることとなった。早稲田は1912年（大正元年）秋の早明第1回戦まで負け知らずであったが、第2回戦で初めて1-4で敗北を喫した。
その後、明治大学野球部が早慶両校を取り持つ形で、1914年（大正3年）秋、早慶明の三大学リーグが発足し、1917年（大正6年）には法政が加わって四大学リーグ、1921年（大正10年）には立教が加わって五大学リーグとなる。太正後期に入ると早稲田は飛田忠順監督、明治は岡田源三郎監督の下でチーム力の強化が図られ、谷口五郎（早）と渡辺大陸（明）、さらに竹内愛一（早）と湯浅禎夫（明）の剛腕対決が多くの野球ファンを熱狂させた。
1925年（大正14年）には東京帝大がこのリーグに加わり、同年秋には久しく中断していた早慶戦も復活し、今日まで続く東京六大学野球連盟へと発展することとなる。また、これは日本野球界におけるリーグ戦形式の嚆矢とされる。
対戦成績は、早稲田の208勝167敗18分（2009年秋季リーグ戦時点、五大学リーグ以前の戦績は含まない）。ほか、1938年春季リーグ戦（明治4-0早稲田）、1948年春季リーグ戦（早稲田5-1明治）、2024年秋季リーグ戦（早稲田4-0明治）の3回、両校による優勝決定戦を実施。
1927年秋シーズン～1928年春シーズンにかけて、明治は六大学史上初の連覇を達成しているが、いずれも早稲田に勝利し優勝を掴み取ったものである。
1938年春には、早稲田と明治が勝率において同率となり、優勝決定戦が行われたが、明治が4-0で早稲田を破り優勝した。この後、明治は4連覇を達成することとなった。
1952年春には、明治監督に就任直後の島岡吉郎監督が、5連戦の死闘の上、早稲田を制し勝ち点を獲得している（2勝1敗2分）。
近年では、2021～2023年は慶明両校が優勝争いを演じ、優勝を3回ずつ分け合う結果になるなど実質的な天王山カードとなっていたが、2024年以降は早明両校で優勝争いが演じられることになり、2期連続の優勝決定戦の死闘などを制し、早稲田が3連覇を果たしている。

## サッカー
早稲田大学ア式蹴球部および明治大学体育会サッカー部による対戦で、共に関東大学サッカー連盟に所属している。両校の対戦は圧倒的な点差が付くと言う試合が無く、近年では野球・ラグビーの試合以上に白熱した展開が多く見られる。両校とも、サッカー界に数多くの人材を輩出している。
現在に至るまで、日本サッカー史上唯一のオリンピックメダル獲得となっている、1968年メキシコシティーオリンピックの日本代表チームでは、釜本邦茂と杉山隆一によるホットラインが日本にとって最大にして唯一の得点パターンだったとされ、早明OBの明コンビの牽引により銅メダル獲得の栄光が実現した。

## レスリング
初のレスリング早明戦は1934年12月1日に早大大隈講堂で行われ、早6 - 4明で早稲田が勝利した。

## アメリカンフットボール
1934年に、明治大学教授松本瀧藏、立教大学教授ポール・ラッシュら、日本に留学した日系二世が中心となり、明治大学・早稲田大学・立教大学が参加した「東京学生米式蹴球競技連盟」（のち「東京学生アメリカンフットボール連盟」を経て現在の日本アメリカンフットボール協会）を設立。同年11月29日には明治神宮外苑競技場にて、学生選抜軍と横浜外人チームによる、日本で最初の公式戦が行われ、公式にはこれが日本に紹介された嚆矢とされている。ライスボウルで最優秀選手に贈られる「ポール・ラッシュ杯」はラッシュにちなむ。
初のアメリカンフットボール早明戦は同年12月15日に明治神宮外苑競技場で行われ、早2 - 6明で明治が勝利している。

## バレーボール
1948年以来、OBも参加可能な全早慶明バレーボール定期戦として開催されている。

## ハンドボール
慶明ハンドボール定期戦として1947年から1966年まで開催され、関東学連内の定期対抗戦としては最も長い歴史を誇っていたが、1967年より、早稲田大学男子ハンドボール部を加え、新たに早慶明定期戦として再スタートし現在に至る。1966年までの慶明の通算成績は10勝10敗同士と分け合っていた。

## 弓道
毎年、ゴールデンウイークに明治神宮至誠館弓道場において早慶明三大学連合遠的大会が開催されており、2025年には第72回を迎えた。早慶明の三つ巴で実施される団体戦の遠的大会で、学生六人順立×2、OB六人順立×2、一人二十射、計四百八十射の総的中で順位を決定する。

## ボクシング
早明両校は、戦後、アマチュアボクシング界のトップ争いを繰り広げ凌ぎを削る仲であり、1950年には両校をモデルにした『大学の虎』という映画が製作されている。ボクシング早明戦史上の名勝負としては、初の自国開催オリンピックとなる1964年東京オリンピックを間近に控えた1963年、各競技の盛り上がりが最高潮を迎える中、両国国技館（日大講堂時代の旧国技館）を舞台に行われた早明戦が有名である。戦前のマスコミ予想ではオリンピック候補、強化選手を多数擁する早稲田の評価が非常に高く、明治は後塵を拝していたが、緻密な戦略で早明戦を制した明治が、連戦連勝の快進撃で大学王座決定戦まで全勝で制覇し、大学ボクシングとしては稀な大手新聞紙、大手スポーツ紙で大きく報道されるに至った。2019年の早稲田ボクシング部創部90周年記念などにおいて、明治を招聘した「ボクシング早明戦」が特別開催されている。

## 応援合戦

### 三三七拍子
三三七拍子は、明治大学應援團・初代団長の相馬基によって考案され、1921年に行われた早稲田との対抗試合で初めて披露された。更に六大学野球などでの応援を通じて全国区的な存在となった。

## 文化・その他

### 早明政経論争
早明両大学間で、特に経済学の分野で学問体系的な対立関係にあったことから、双方の政治経済学部に所属する学者の間で論争が繰り広げられていた。明治は社会学や人類学などを背景とした広範な視点により、政治学・経済学を確立すべきとする理念的立場を重視し、早稲田は政治・経済の各学問の範疇を専門化させるべきとする合理主義的立場を重視した。これは、アメリカのシカゴ学派（広範性重視）とコロンビア大学（専門化重視）の違いを反映しているとの見方があった。1990年代以降は多くのシンポジウムを両大学合同で行うなど、対立構図はなくなったとされている。

### 大学合同考古学シンポジウム
早明両大学の文学部考古学教室が合同で2000年から毎年開催している考古学シンポジウム。その成果の一部は大学合同考古学シンポジウム実行委員会により図書として刊行されている。
早稲田大学の広報誌である早稲田ウィークリーは、この企画が始められた時、スポーツにおける早明戦に擬えて「文化の早明戦」と称した。

### CPA早明戦
公認会計士試験の大学別合格者数において、BIG3として競い合う関係にある、早稲田大学と明治大学両校の公認会計士OB会（公認会計士稲門会と明治大学公認会計士会）によるゴルフイベントがCPA（公認会計士）早明戦である。同様に、各業種、分野ごとに定期交流イベントとして〇〇早明戦を開催しているケースがある。

## メディア

### 早明がモデルとなった映画
- 『大学の虎』（1950年　松竹）
鶴田浩二が早稲田大学ボクシング部選手役、高橋貞二が明治大学ボクシング部選手役を演じた。
- 『きけ、わだつみの声 Last Friends』（1995年　東映）
織田裕二が明治大学ラグビー部選手役、早稲田大学ラグビー部選手役は仲村トオルが演じた。

### 関連書籍
- ブルータス編集部 編『BRUTUS（雑誌ブルータス） No.55 「ラグビーに荒ぶる《12.5》早明決戦目前特集号」』マガジンハウス、1982年11月。[35]
- フォト・ユナイテッド 企画・編集『ザ・ラグビー早明戦: 滾る男たちへの讃歌 完全保存版』いんなあとりっぷ社、1991年11月。ISBN 4266000308。
- 佐野克郎『早稲田のラグビーVS明治のラグビー』コスモの本、1991年11月。ISBN 4906380212。
- 『ラグビー早明戦を知り尽くす: 宿命対決の真実』ベースボール・マガジン社〈B.B.MOOK 81: スポーツ伝説シリーズ 3〉、1998年12月。ISBN 4583610386。
- 朝日新聞社編『朝日新聞で見るラグビー早明戦の歴史』朝日新聞社事業本部メセナスポーツ部、2002年。
- 『ラグビー早明戦80年: 臙脂と紫紺の記憶 早明戦全記録1923-2003』ベースボール・マガジン社〈B・B MOOK 328 スポーツシリーズ〉、2004年11月。ISBN 4583613016。
- 橋本謙太郎『伝説「雪の早明戦」　国立が白く燃えた日　1987年12月6日 関東大学ラグビー対抗戦 早稲田対明治』双葉社、2024年10月。ISBN 457531918X。
- 文藝春秋『早明戦100回、猛き攻防の記憶。』文藝春秋、2024年11月20日。

### 映像作品
- 『早稲田大学VS明治大学 日本ラグビー名勝負』（オリジナルビデオ）、文芸春秋、1997年10月1日。